# Wisconsin River
Der Wisconsin River ist ein 692 km langer linker Nebenfluss des Mississippi River im US-Bundesstaat Wisconsin.
Sein Verlauf wird in drei Bereiche eingeteilt, den Upper Wisconsin von seinem Ursprung, dem  Lac Vieux Desert im Nordosten Wisconsins bis Plover, den Middle Wisconsin von Plover bis zu den  Wisconsin Dells und den Lower Wisconsin von den Wisconsin Dells bis zu seiner Mündung in den Mississippi, etwa 16 km südlich von Prairie du Chien. Seine größten Nebenflüsse sind die Flüsse Tomahawk River, Big Rib River, Eau Claire River, Big Eau Pleine River, Yellow River, Lemonweir River, Baraboo River, Pine River und Kickapoo River. Größere Orte entlang des Flusses sind (ausgehend vom Ursprung) Eagle River, Rhinelander,  Tomahawk, Merrill, Wausau, Mosinee, Stevens Point, Wisconsin Rapids, Wisconsin Dells, Portage, Sauk City und Prairie du Sac. Aufgrund des relativ großen Höhenunterschiedes zwischen Ursprung und Mündung (325 m) wird der Wisconsin an vielen Stellen aufgestaut und zur Elektrizitätserzeugung genutzt. Insgesamt befinden sich 26 Wasserkraftwerke am Fluss.
Bei Portage ist der Wisconsin River nur etwa 3,2 km vom Fluss Fox River entfernt. Die Verbindung dieser Flüsse stellte für Indianer und französische Entdecker eine wichtige Route zwischen dem Michigansee und dem Mississippi her.
Aufgrund idealer Bedingungen ist der Wisconsin bei Sauk City und Prairie du Sac ein bekanntes Überwinterungsquartier für Weißkopfseeadler.